# Rattus facetus
Rattus facetus є видом пацюків з Індонезії. Відокремлено від R. marmosurus

## Середовище проживання
Типова місцевість: гора Лехіо, на південь від озера Лінду, вище 1800 метрів, Центральне Сулавесі, Сулавесі.